# Martin Cooper (musicien)
Pour les articles homonymes, voir Cooper.

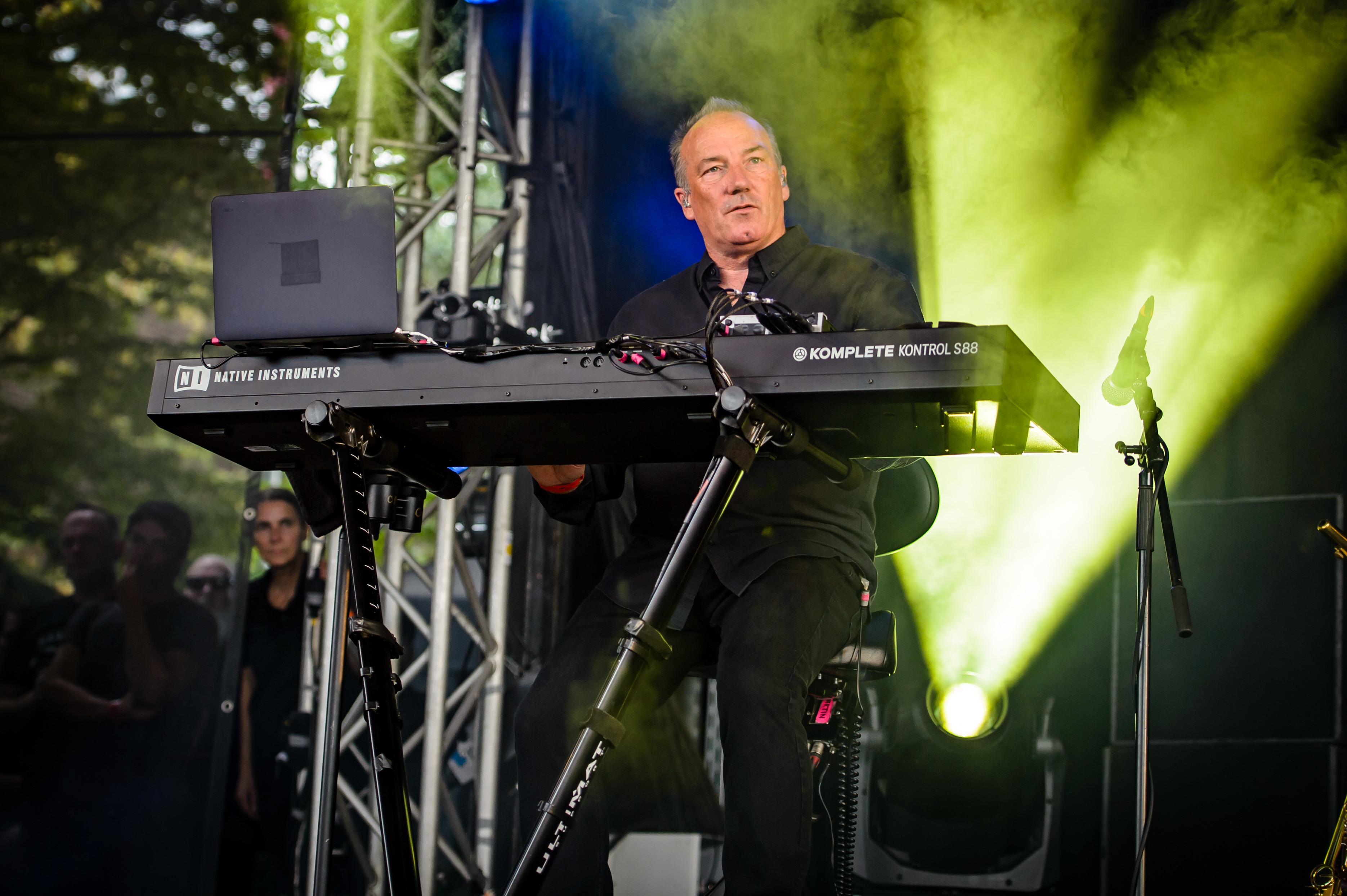
Martin Cooper à l'Amphi Festival 2018

Martin Cooper né le 1er octobre 1958 à Liverpool en Grande-Bretagne est un musicien et artiste-peintre britannique.

## Biographie
Il étudie la peinture à la Laird School of Art à Birkenhead. Il joue du saxophone pour accompagner Orchestral Manoeuvres in the Dark qui utilise ses bandes pré-enregistrées lors des concerts. En 1980 il intègre OMD comme membre à part entière. Il lui arrive aussi de jouer avec Dalek I love you. En 1982 il quitte brièvement OMD pour participer avec Dave Hugues au projet musical Godot. Cooper a coécrit avec Dave Hugues les musiques des films C.H.U.D., Knights and amour et ensemble ont créé le label Telegraph. Il quitte OMD et rejoint Paul Humphreys et Malcolm Holmes pour fonder The listening pool qui sort l'album Still life dont il dessine la pochette. En 2007 OMD se reforme et avec Malcolm Holmes, Andy McCluskey et Paul Humphreys il part en tournée.